# シュバリス (ギリシア神話)
シュバリス（古希: Σύβαρις, Sybaris）は、ギリシア神話の怪物である。ポーキス地方のパルナッソス山麓の都市デルポイやクリーサ周辺に出没し、ラミアーあるいはシュバリスと呼ばれ、人々から恐れられていた。どのような怪物であったかは詳しく説明されていない。

## 神話

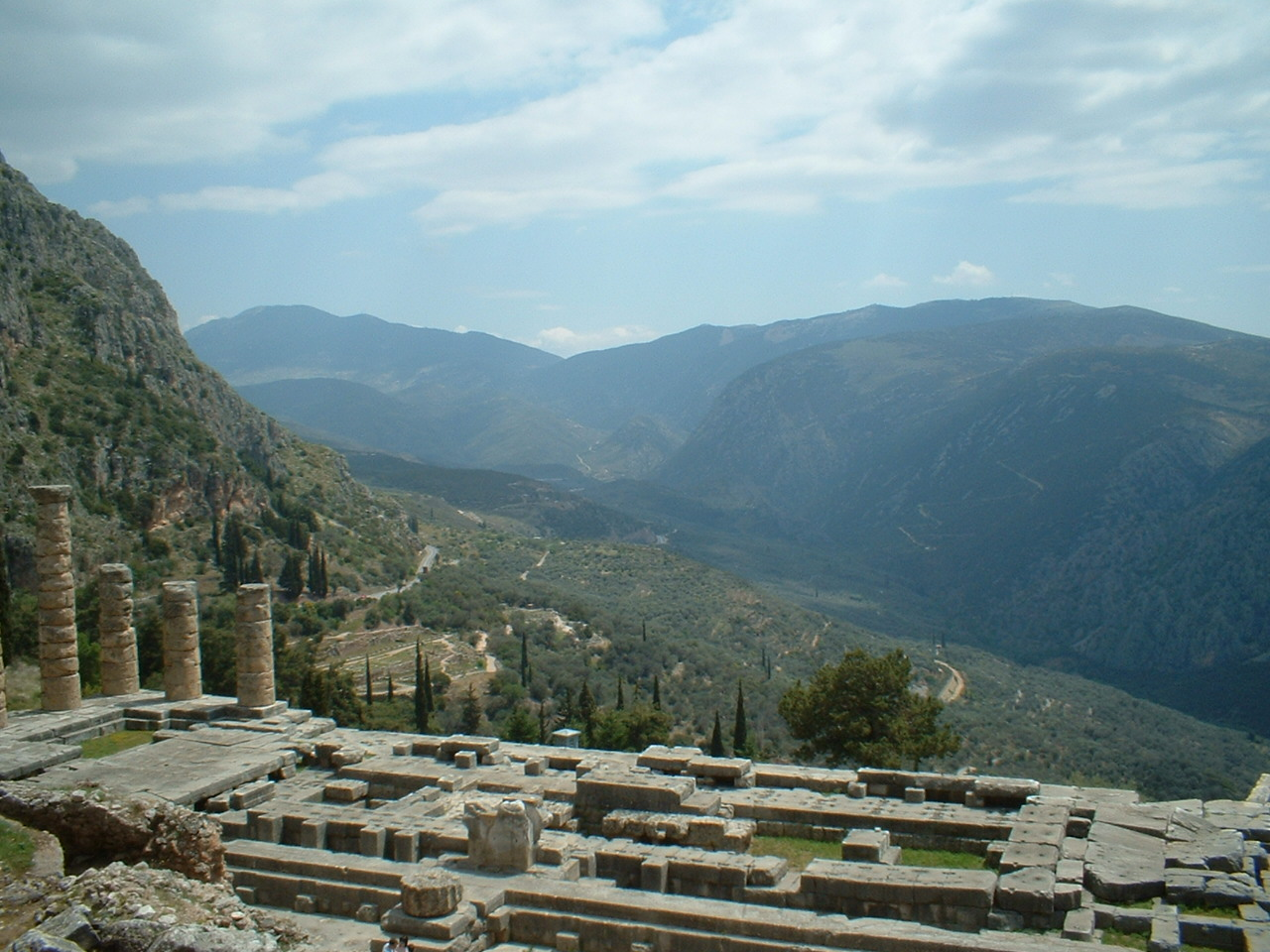
デルポイから見たキルピス山。パルナッソス山とはプレイストス川の渓谷で隔てられている。

コロポーンのニーカンドロスに基づくアントーニーヌス・リーベラーリスの物語によると、パルナッソス山の南側のキルピス山には巨大な洞窟があり、大きな牝の怪物が棲んでいた。怪物は毎日のように山から下りて来て、動物や人間を食い殺したが、この災厄に対してデルポイの人々はなす術がなく、やがて移住を考えるようになった。そこで人々が移住に適した土地について神託に伺いを立てたところ、少年を1人選んで怪物の生贄としたならば、災厄から救われるであろう、との答えが返ってきた。
そこでデルポイ人は籤を使って、ディオモスとメガネイレーの美しい少年アルキュオネウスを生贄に選ぶと、少年の頭に生贄であることを示す花冠を載せ、怪物の棲む洞窟へと連れて行った。すると一行は偶然にもエウリュバトスという若い英雄と出会った。この人物は河神アクシオスの血を引くエウペーモスの子で、アカルナーニア地方の都市クーレーティスからポーキス地方を訪れていた。エウリュバトスは美しいアルキュオネウスがこれから怪物の生贄にされることを知り、少年の頭から花冠を取って自分の頭に載せ、少年の代わりに自分を連れて行くよう命じた。そこでデルポイ人はエウリュバトスをシュバリスの洞窟に連れて行くと、エウリュバトスは洞窟から怪物を引きずり出し、断崖から投げ落とした。怪物はキルピス山を転がり落ち、頭を岩で強打して死んだ。怪物が頭を強打した岩からは泉が湧出し、人々はシュバリスの泉と呼んだ。またイタリアに移住したロクリス人は怪物にちなんで名づけられた都市シュバリスを創建した。

## その他
- プリュギア人の男で、娘アリアーの父[2]。